# Municipio de Santiago Nacaltepec
El municipio de Santiago Nacaltepec es uno de los 570 municipios del estado mexicano de Oaxaca. Su cabecera es la localidad de Santiago Nacaltepec.

## Geografía
El municipio de Santiago Nacaltepec colinda al norte con el municipio de San Juan Bautista Cuicatlán, al oeste con los municipios de Santiago Huauclilla y San Jerónimo Sosola, al sur con el municipio de San Francisco Telixtlahuaca, y al este con los municipios de San Juan Bautista Jayacatlán y San Juan Bautista Atatlahuca.

## Localidades
El municipio de Santiago Nacaltepec cuenta con 16 localidades.
| Localidades               | Población (2020) |
| ------------------------- | ---------------- |
| Santiago Nacaltepec       | 446              |
| San Francisco Cotahuixtla | 316              |
| El Moral                  | 200              |

## Gobierno
El municipio de Santiago Nacaltepec se rige mediante el sistema de usos y costumbres.
| Presidente municipal           | Periodo   |
| ------------------------------ | --------- |
| Cipriano Soriano Angulo        | 1999-2001 |
| Félix Santiago Soriano         | 2002-2004 |
| Jaime Velasco Hipólito         | 2005-2007 |
| Aurelio Santiago Ramos         | 2008-2010 |
| Miguel Grimualdo Cruz Coronado | 2011-2013 |
| Elías Cruz Carrasco            | 2013-2016 |
| Carlos García Bravo            | 2017-2019 |
| Amney Santiago Santiago        | 2020-2022 |
| Miguel Acevedo Soriano         | 2023-2025 |